# Varistor

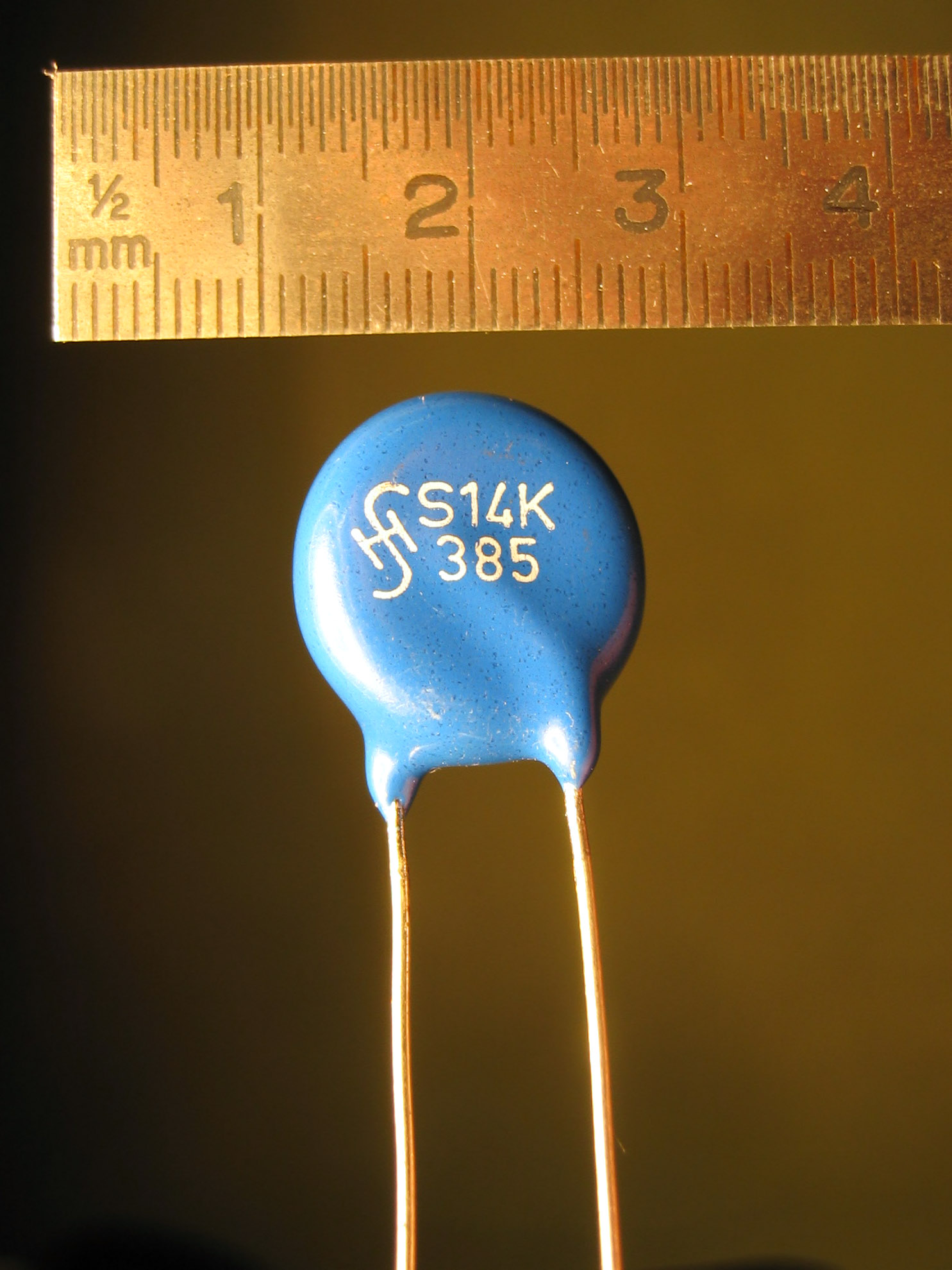
Fig.1 Un varistor de 385 volts

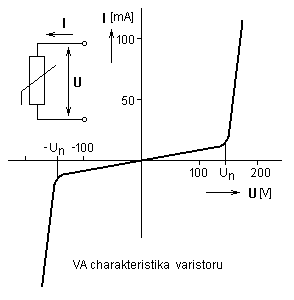
Fig.2 Corba tensió-corrent

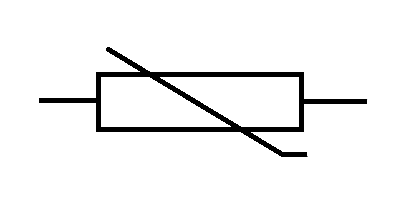
Fig.3 Símbol electrònic

Un varistor és un component electrònic amb un característic corrent - tensió no lineal. El nom prové de la contracció de les paraules resistor i variable. També són coneguts com a VDR (resistors dependents del voltatge). La funció del varistor és conduir significativament el corrent al seu través quan la tensió a la que està sotmès és excessiva (sobretensió). Els varistors són emprats sovint per a protegir xarxes i circuits elèctrics contra pics elevats de tensió incorporant-los en el circuit a protegir de manera que, quan s'activen com a conseqüència d'una sobretensió, ofereixen un camí alternatiu al seu través als corrents elevats generats com a conseqüència d'aquesta, mantenint els corrents excessius allunyats dels components sensibles del circuit que protegeixen.

## Aplicacions
Les principals utilitats dels varistors:
- Protecció de línies de telecomunicació.
- Protecció de tota classe d'equipament electrònic.

## Principals fabricants
Fabricants més destacats de varistors a 19.1.2017:
Bourns, Epcos/TDK, Littelfuse, Vishay, Würth electronik, Kemet, KOAspeer, Panasonic,Murata, Semitec, Shindengen, United chemi-con, AVX, AEM